# Église Saint-Médard de Dragey
Pour les articles homonymes, voir Église Saint-Médard.
L'église Saint-Médard de Dragey est un édifice catholique, du début du XIIe siècle qui se dresse sur le territoire de la commune française de Dragey-Ronthon, dans le département de la Manche, en région Normandie.
L'église est inscrite aux monuments historiques.

## Localisation
L'église Saint-Médard, bâtie sur un promontoire, est située avec son presbytère en position excentrée à environ un kilomètre de la commune de Dragey-Ronthon, dans le département français de la Manche.

## Historique
L’église de Dragey fut donnée au Mont Saint-Michel par Robert, duc de Normandie, au XIe siècle.

## Description
L'église est constitué d’une nef de trois travées de la fin du XIe ou du début du XIIe siècle, et d’un chœur d’une seule travée du XIIIe siècle. Seule la nef est romane. Sa tour du XIIIe siècle situé entre le chœur et la nef, servait d'amer aux navigateurs. Les baies sont du XVe siècle. Le porche côté méridional, situé face à la baie du Mont-Saint-Michel, et qui s'ouvre sur la nef, a été ajouté au XVIe siècle.
L'enduit des murs de la nef romane a été gratté dans les années 1970 pour y mettre au jour l'appareil en arête-de-poisson, à l'intérieur comme à l'extérieur

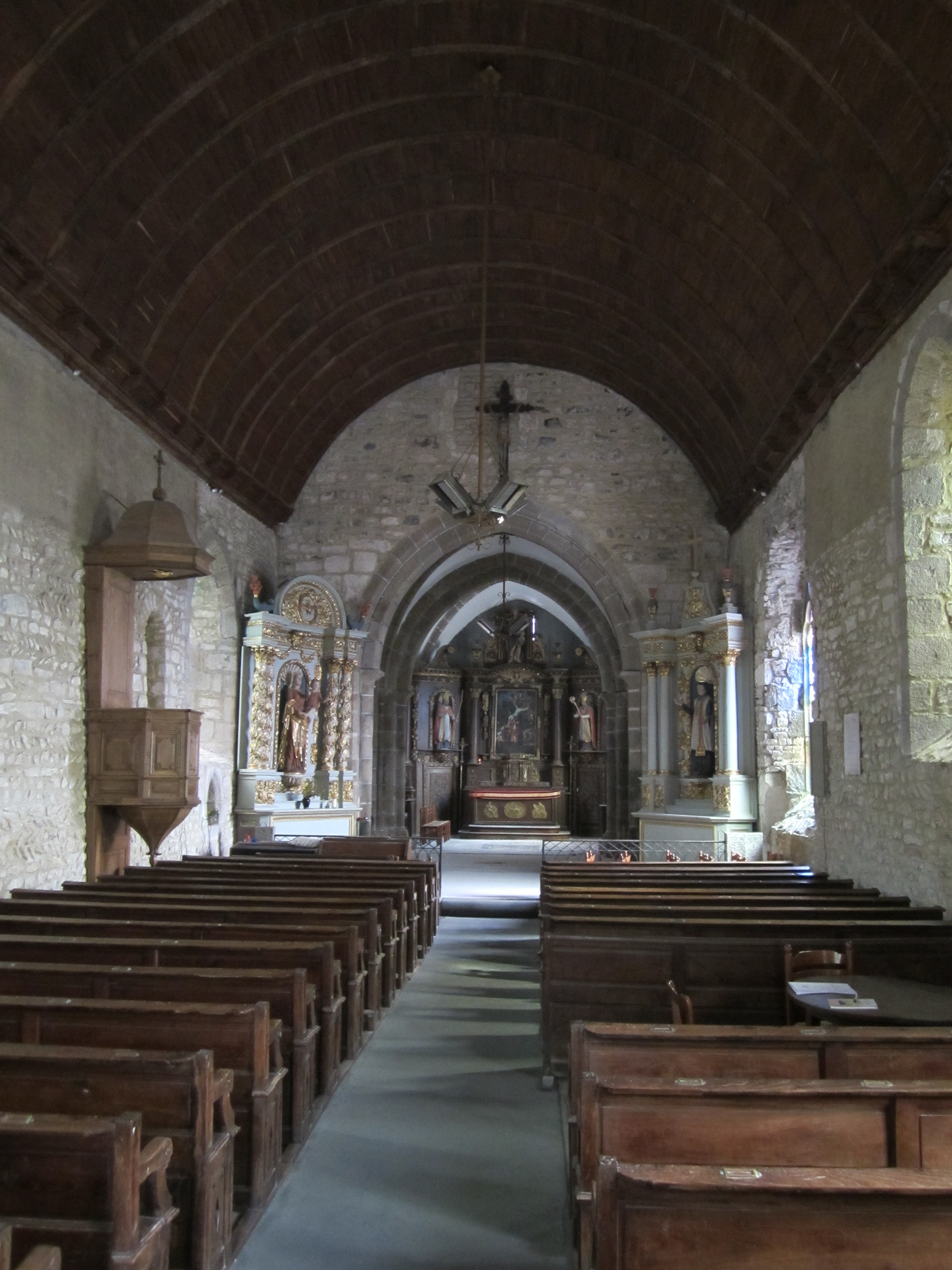
Nef.
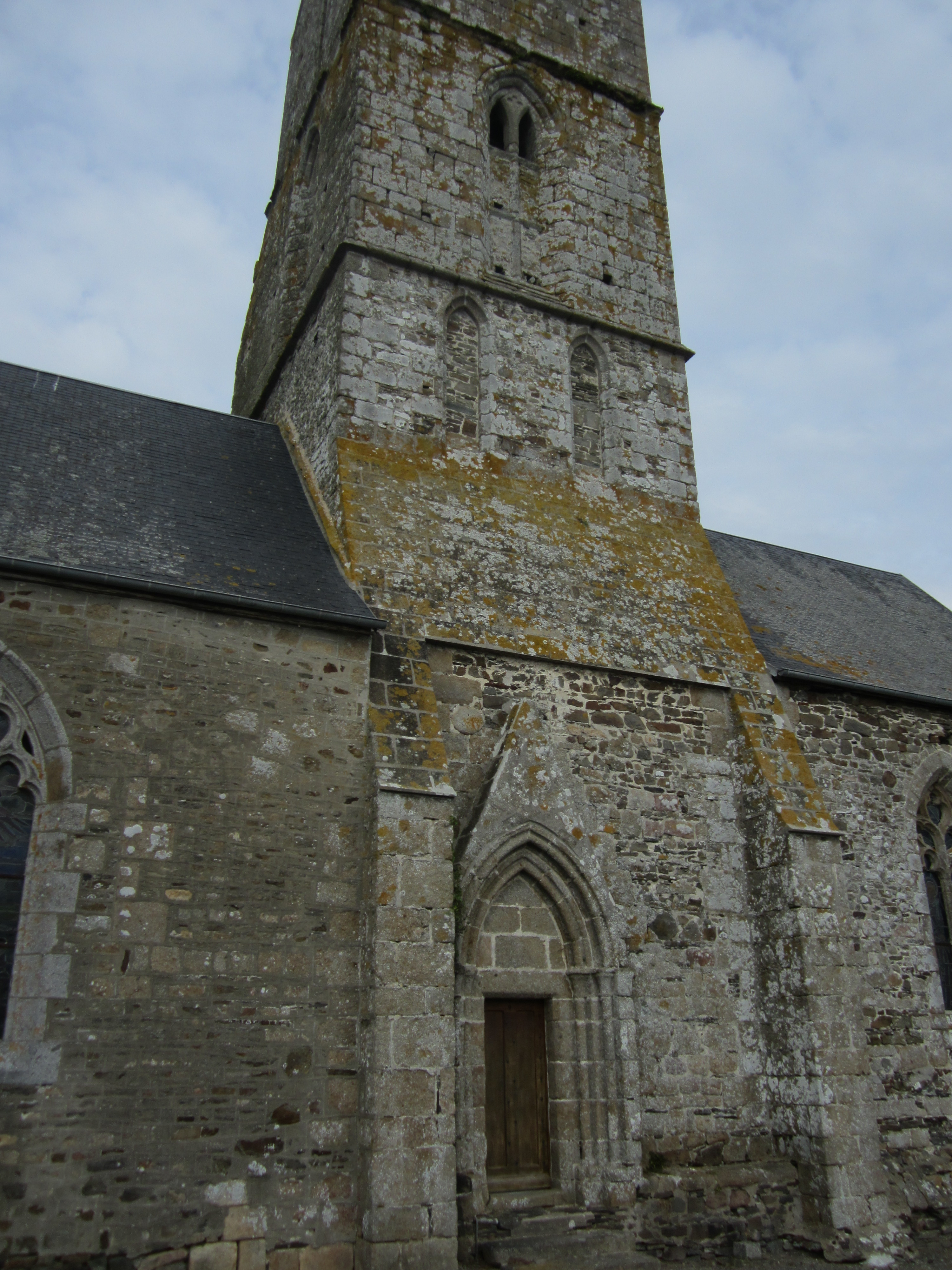
Base du clocher.

## Protection aux monuments historiques
L'église est inscrite au titre des monuments historiques par arrêté du 16 mars 1995.

## Mobiliers
Trois éléments de l'église sont classés au titre objet aux monuments historiques : la chaire à prêcher ; le maître-autel ; les autels secondaires. Les cinq verrières du peintre-verrier Georges Merklen sont inscrites à l'Inventaire général du patrimoine culturel.
Sur les fiches du ministère de la Culture, il est fait mention d'un vol des statuettes du christ aux liens et de deux évêques entre le 19 et le 21 juillet 1979.

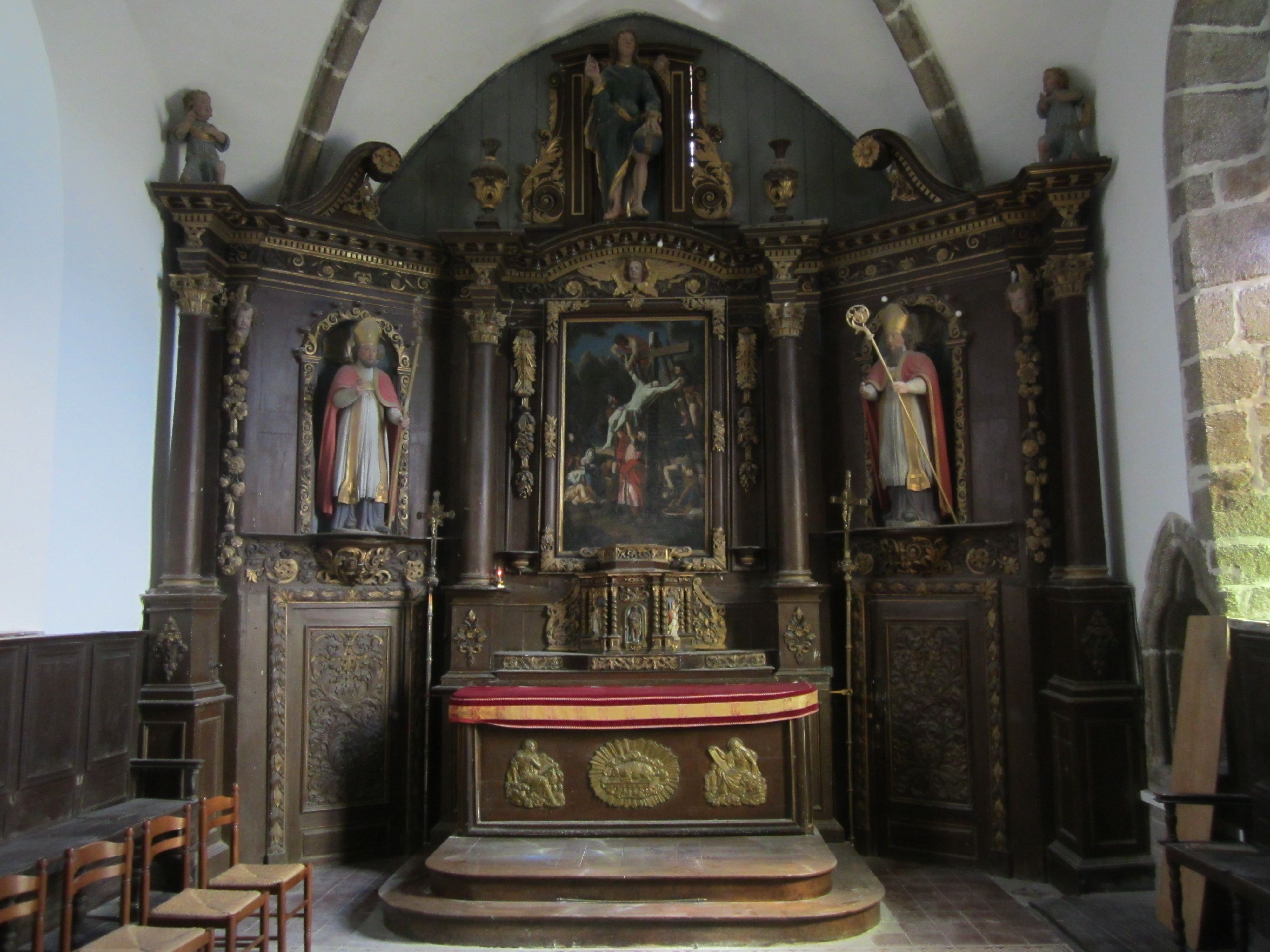
Maitre-autel.
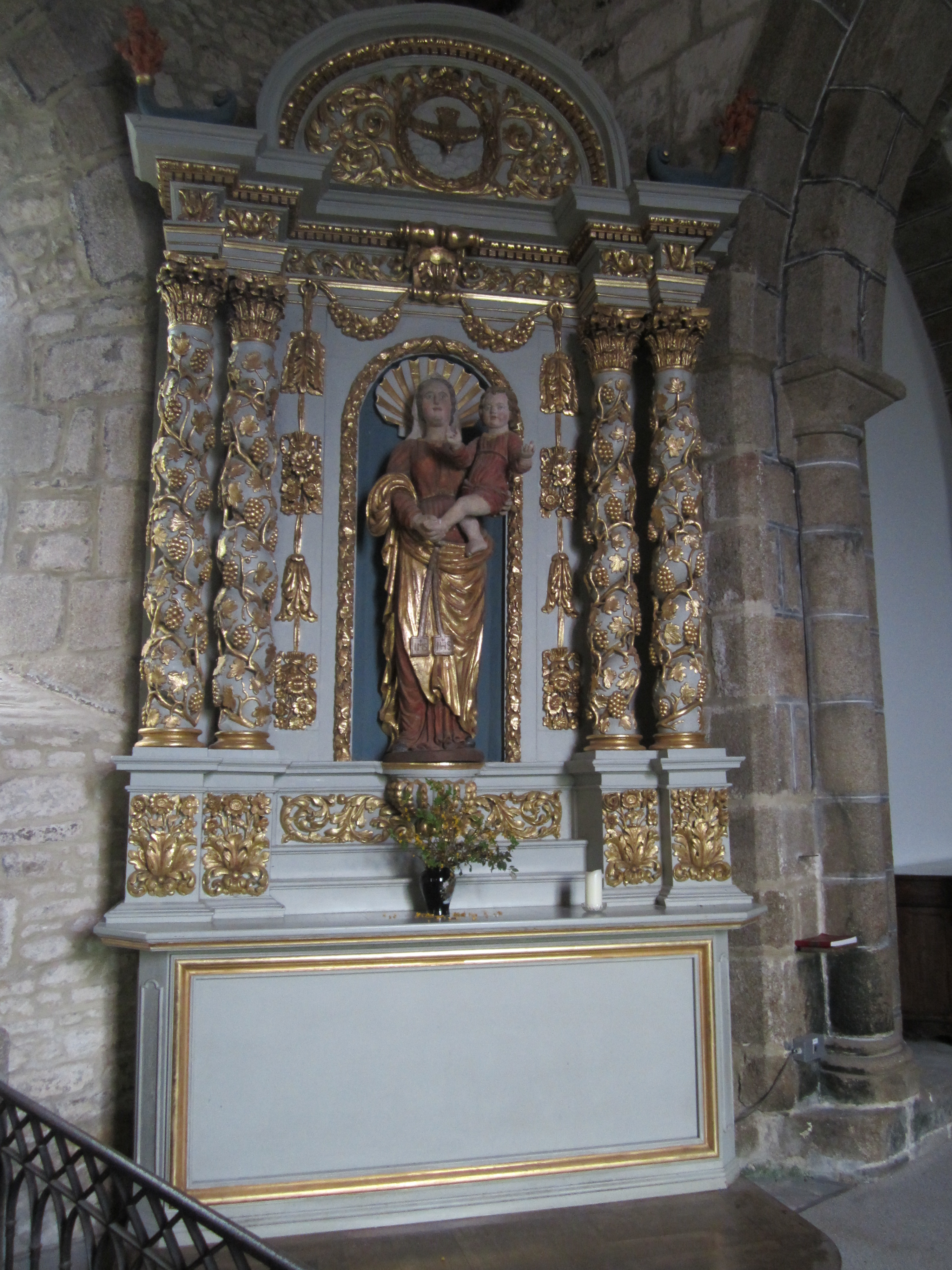
Autel à la Vierge.